# إمامة معاوية (كتاب)
رأي أبي عثمان عمرو بن بحر الجاحظ في معاوية والأمويين أو كتاب إمامة معاوية، كتاب تأريخ وفلسفة إسلامية من تأليف أبو عثمان الجاحظ يناقش فيه شرعية تولي آل أمية الخلافة والامامة حيث استخدم في ذلك لهجة شديدة.
يبدأ الكتاب بسرد تاريخي كمقدمة لما سبق الحكم الأموي، منذ وفاة النبي محمد وتولي أبي بكر الخلافة ومن بعده عمر، ثم يقف عند أول ست سنين من خلافة عثمان بن عفان حيث يصفها بأنها آخر سنوات الايمان الحقيقي في نفوس المسلمين قبل زواله، ثم يعرج على مقتل عثمان والفتن التي جرت بعده ويصف دم عثمان بأنه كدم النبي يحيى بن زكريا.
ثم يصل الى مقتل علي بن أبي طالب، حيث ينكل بقاتله ثم صلح الحسن بن علي مع معاوية.

## ملخص رأي الجاحظ
يتوصل الجاحظ في النهاية الى عدم شرعية معاوية بن أبي سفيان و آل أمية في الحكم ويجيز سب معاوية. ويعلل ذلك في عدة أمور أبرزها:
- ترك الشورى والذهاب الى التوريث.
- مقتل الحسين وسبي عياله.
- رمي الكعبة بالمنجنيق.
- اجهار الفسق.
- استباحة المدينة المنورة.
- قتل حجر بن عدي.